# Albert Conti
Pour les articles homonymes, voir Conti.

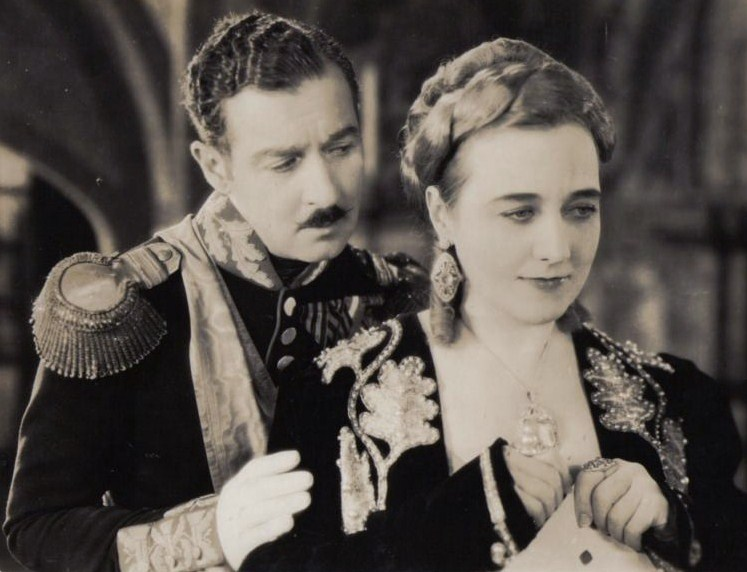
Avec Louise Dresser, dans L'Aigle noir (1925)

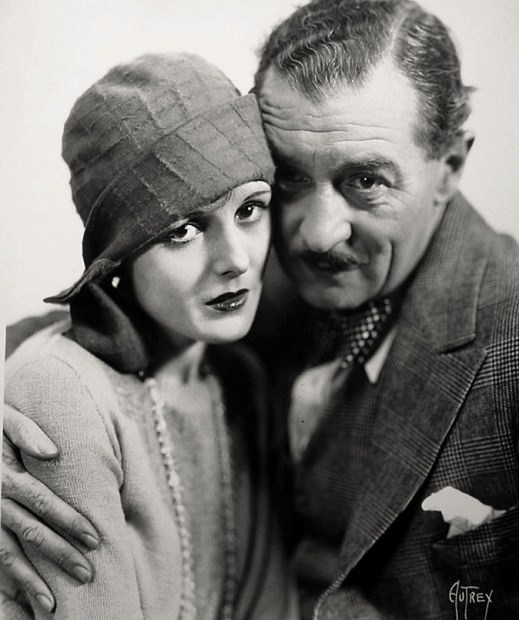
Avec Mary Astor, dans Dry Martini (1928, photo promotionnelle)

Albert Conti est un acteur autrichien, de son nom complet Albert Ritter Conti Maroje Vlaho Frano Marijan Cedassamare (abrégé Albert Ritter Conti v. Cedassamare), né le 29 janvier 1887 à Görz (alors Autriche-Hongrie ; actuellement Gorizia, Frioul-Vénétie Julienne, Italie), mort le 18 janvier 1967 à Los Angeles — Quartier d'Hollywood (Californie, États-Unis).

## Biographie
D'ascendance italo-autrichienne par son père et croate par sa mère (affiliée à la maison de Kabužić (en)), né dans l'Empire austro-hongrois, Albert Conti émigre aux États-Unis peu après la fin de la Première Guerre mondiale, vers 1920.
Repéré par Erich von Stroheim, il est engagé comme conseiller technique (en tant qu'ancien officier de l'armée autrichienne durant la guerre) et acteur sur le tournage de son premier film, Les Chevaux de bois, avec Norman Kerry et Mary Philbin, sorti en 1923, où Rupert Julian remplace Stroheim à la réalisation. Il contribue jusqu'en 1929 à une vingtaine d'autres films muets américains, dont L'Aigle noir de Clarence Brown (son troisième film, 1925, avec Rudolph Valentino, Vilma Bánky et Louise Dresser) et Mirages de King Vidor (1928, avec Marion Davies et William Haines).
Après le passage au parlant, Albert Conti participe encore à environ quatre-vingts films américains jusqu'en 1942 (Mon amie Sally d'Irving Cummings, avec Rita Hayworth et Victor Mature), avant deux ultimes prestations non créditées, dans Et la vie continue de Clarence Brown (1943, avec Mickey Rooney et Frank Morgan), puis The Pride of St. Louis d'Harmon Jones (1952, avec Dan Dailey et Joanne Dru).
Mentionnons également Monte-Carlo d'Ernst Lubitsch (1930, avec Jack Buchanan et Jeanette MacDonald), Les Croisades de Cecil B. DeMille (1935, avec Loretta Young et Henry Wilcoxon), ou encore Adieu pour toujours de Sidney Lanfield (1938, avec Barbara Stanwyck et Herbert Marshall).

## Filmographie partielle
- 1923 : Les Chevaux de bois (Merry-Go-Round) d'Erich von Stroheim et Rupert Julian
- 1925 : La Veuve joyeuse (The Merry Widow) d'Erich von Stroheim
- 1925 : L'Aigle noir (The Eagle) de Clarence Brown
- 1926 : Le Cavalier des sables (Old Loves and New) de Maurice Tourneur
- 1926 : Camille de Fred Niblo
- 1926 : The Blonde Saint de Svend Gade
- 1927 : En plein méli-mélo (Slipping Wives) de Fred Guiol (court métrage)
- 1927 : The Devil Dancer de Fred Niblo
- 1927 : Le Perroquet chinois (The Chinese Parrot) de Paul Leni d'après Le Perroquet chinois d'Earl Derr Biggers
- 1927 : Le Prince aux gondoles (Honeymoon Hate) de Luther Reed
- 1927 : South Sea Love de Ralph Ince
- 1928 : Femme (The Magnificent Flirt) de Harry d'Abbadie d'Arrast
- 1928 : Mirages (Show People) de King Vidor
- 1928 : Plastered in Paris de Benjamin Stoloff
- 1928 : La Symphonie nuptiale (The Wedding March) d'Erich von Stroheim
- 1928 : Martini dry d'Harry d'Abbadie d'Arrast
- 1928 : Les Pilotes de la mort (The Legion of the Condemned) de William A. Wellman
- 1929 : Why Is a Plumber? de Leo McCarey (court métrage)
- 1929 : L'Idylle de la radio (Jazz Heaven) de Melville W. Brown
- 1929 : Captain Lash de John G. Blystone
- 1929 : Le Lys du faubourg (Lady of the Pavements) de D. W. Griffith
- 1929 : Making the Grade d'Alfred E. Green
- 1929 : Saturday's Children de Gregory La Cava
- 1929 : L'amour dispose (The Exalted Flapper) de James Tinling
- 1930 : Melody Man de Roy William Neill
- 1930 : L'Amant de minuit (Oh, for a Man !) de Hamilton MacFadden
- 1930 : Average Husband de Mack Sennett (court métrage)
- 1930 : Cœurs brûlés (Morocco) de Josef von Sternberg
- 1930 : Madame Satan (Madam Satan) de Cecil B. DeMille
- 1930 : Cœurs impatients (Our Blushing Brides), de Harry Beaumont
- 1930 : Monte-Carlo (Monte Carlo) d'Ernst Lubitsch
- 1931 : Aimer, rire, pleurer (This Modern Age) de Nick Grinde
- 1931 : Strangers May Kiss de George Fitzmaurice
- 1931 : C'est mon gigolo (Just a Gigolo) de Jack Conway
- 1931 : Heartbreak d'Alfred L. Werker
- 1932 : Comme tu me veux (As You Desire Me) de George Fitzmaurice
- 1932 : Lady with a Past d'Edward H. Griffith
- 1932 : La Monstrueuse Parade (Freaks) de Tod Browning
- 1932 : The Night Club Lady d'Irving Cummings
- 1932 : La loi ordonne (State's Attorney) de George Archainbaud
- 1932 : Shopworn de Nick Grinde
- 1933 : Adorable de William Dieterle
- 1933 : Chanteuse de cabaret (Torch Singer) d'Alexander Hall et George Somnes (en)
- 1933 : Le Secret de Madame Blanche (The Secret of Madame Blanche) de Charles Brabin
- 1933 : Shanghai Madness de John G. Blystone
- 1933 : Topaze d'Harry d'Abbadie d'Arrast
- 1933 : Love Is Dangerous de Richard Thorpe
- 1933 : Le Chant du Nil (The Barbarian) de Sam Wood
- 1934 : Les Pirates de la mode (Fashions of 1934) de William Dieterle
- 1934 : Beloved de Victor Schertzinger
- 1934 : Le Chat noir d'Edgar G. Ulmer
- 1934 : Nana de Dorothy Arzner et George Fitzmaurice
- 1934 : Franc jeu (Gambling Lady) d'Archie Mayo
- 1934 : Love Time de James Tinling
- 1934 : L'Ultime Sacrifice (Mills of the Gods) de Roy William Neill
- 1935 : Symphony of Living de Frank R. Strayer
- 1935 : Les Croisades (The Crusades) de Cecil B. DeMille
- 1935 : Diamond Jim de A. Edward Sutherland
- 1935 : Le Mirage de l'amour (Here's to Romance) de Alfred E. Green
- 1935 : Jeux de mains (Hands Across the Table) de Mitchell Leisen
- 1936 : Hollywood Boulevard de Robert Florey
- 1936 : Collegiate de Ralph Murphy
- 1936 : Tourbillon blanc (One in a Million) de Sidney Lanfield
- 1936 : Trois jeunes filles à la page (Three Smart Girls) d'Henry Koster
- 1937 : Dangerously Yours de Malcolm St. Clair
- 1937 : Marie Walewska (Conquest) de Clarence Brown
- 1937 : Café métropole (Café Metropole) d'Edward H. Griffith
- 1938 : L'Île des angoisses (Gateway) d'Alfred L. Werker
- 1938 : Adieu pour toujours (Always Goodbye) de Sidney Lanfield
- 1938 : Suez d'Allan Dwan
- 1939 : Everything Happens at Night d'Irving Cummings
- 1941 : The Cowboy and the Blonde (en) de Ray McCarey
- 1942 : Mon amie Sally (My Gal Sal) d'Irving Cummings
- 1943 : Et la vie continue (The Human Comedy) de Clarence Brown
- 1952 : The Pride of St. Louis d'Harmon Jones